# Olympische Sommerspiele 2008/Teilnehmer (Sierra Leone)
| Gelbes Symbol für Goldmedaillen mit stilisierten Olympischen Ringen | Graues Symbol für Silbermedaillen mit stilisierten Olympischen Ringen | Braundes Symbol für Bronzemedaillen mit stilisierten Olympischen Ringen |
| ------------------------------------------------------------------- | --------------------------------------------------------------------- | ----------------------------------------------------------------------- |
| —                                                                   | —                                                                     | —                                                                       |

Sierra Leone nahm 2008 zum neunten Mal an Olympischen Sommerspielen teil. Bei den Olympischen Sommerspielen 2008 in Peking wurde Sierra Leone durch drei Athleten vertreten. Der Boxer Saidu Kargbo war noch nachnominiert worden. Fahnenträger bei der Eröffnungsfeier war der Leichtathlet Solomon Bayoh.

## Teilnehmer nach Sportarten

### Boxen
- Saidu Kargbo
Herren, bis 48 kg: in der 1. Runde ausgeschieden

### Leichtathletik
- Solomon Bayoh
Männer, 200 m: in der 1. Runde ausgeschieden
- Michaela Kargbo
Frauen, 100 m: in der 1. Runde ausgeschieden